# Belizská kuchyně

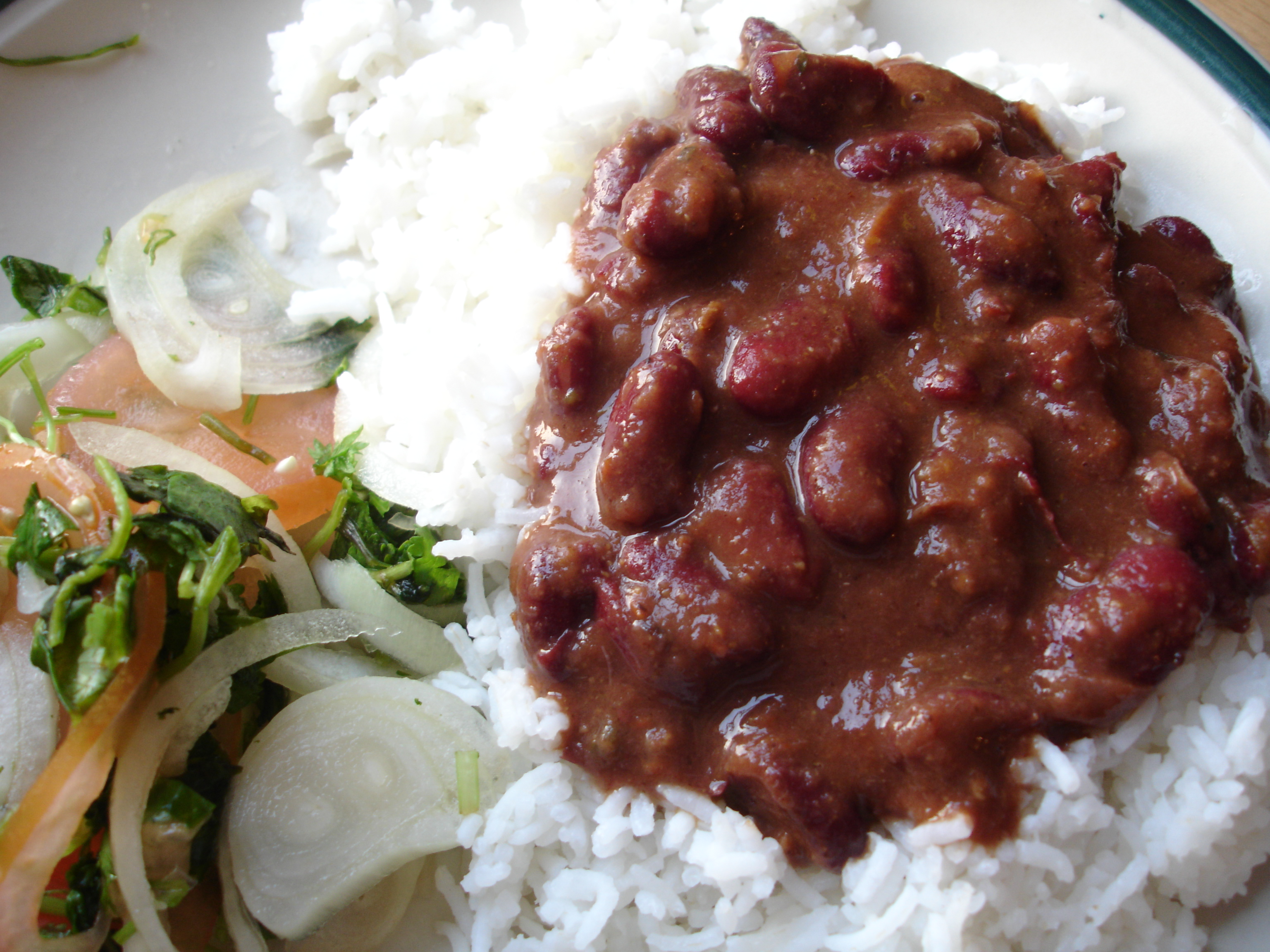
Rice and beans

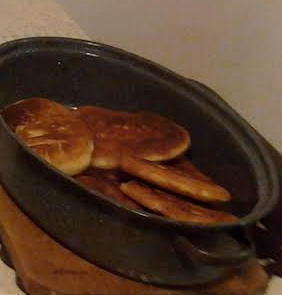
Fry jacks

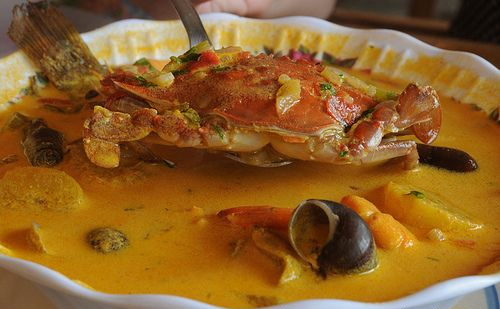
Tapado

Belizská kuchyně (anglicky: Belizean cuisine) vychází z tradiční kuchyně Mayů, ale i karibské a africké kuchyně. Ovlivněna byla také kuchyní sousedních států (Guatemala a Mexiko). Mezi základní potraviny patří kukuřice (především mezi mayskými Indiány) a maniok (především mezi Garifuny). Mezi další používané suroviny patří zelenina, rýže, fazole nebo ryby a mořské plody (především na pobřeží).

## Příklady belizských pokrmů
Příklady belizských pokrmů:
- Rice and beans, směs rýže a fazolí, základní belizské jídlo
- Fry jack, smažené placky z mouky
- Tapado, pikantní polévka z ryb a mořských plodů, specialita Garifunů[2]
- Tortilly
- Conch fritters, kapsy z těsta plněná ústřicemi
- Refried beans, fazolová kaše
- Garanche, smažená tortilla podávaná s refried beans, zeleninou a sýrem
- Ereba, maniokový chléb
- Zmrzlina

## Příklady belizských nápojů
Příklady belizských nápojů:
- Ovocné šťávy a džusy
- Seaweed shake, nápoj ze sušených mořských řas, kondenzovaného mléka a ledu, ochucený skořicí a někdy rumem[3]
- Pivo
- Rum